# Tulsa World
Il Tulsa World è un giornale fondato nel 1905 a Tulsa e principale quotidiano per le porzioni di nordest e est di Oklahoma. Tulsa World Media Company è di proprietà del BH Media Group, una divisione della Berkshire Hathaway appartenente a Warren Buffett. L'edizione stampata è la seconda più diffusa nello stato, dopo The Oklahoman.
È stato fondato nel 1905 dalla famiglia Lorton, che l'ha diretto per quasi 100 anni fino a febbraio 2013, quando è stato venduto a BH Media Group. All'inizio del 1900, il Tulsa World combatté una battaglia editoriale a favore della costruzione di un bacino idrico su Spavinaw Creek, oltre a opporsi al Ku Klux Klan negli anni 1920. Il giornale inoltre congiuntamente operò con il  Tulsa Tribune  dal 1941 al 1992.